# Valerio Vallanía

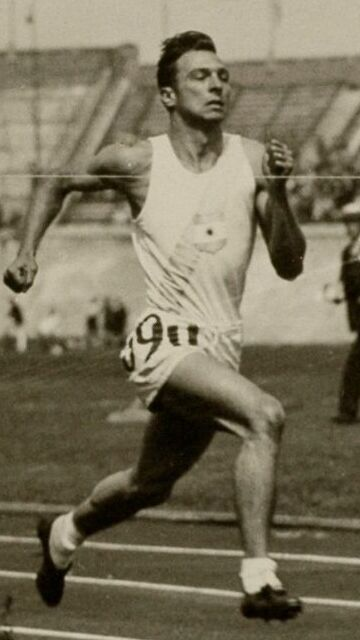
Valerio Vallanía (1928)

Valerio Ángel Vallanía (* 14. Juli 1906 in Córdoba; † 8. Oktober 1998 ebenda) war ein argentinischer Leichtathlet und zehnfacher Südamerikameister.
Im April 1924 siegte der 1,76 Meter große Vallanía bei den Südamerikameisterschaften in Buenos Aires mit 1,80 Meter im Hochsprung. Bei den Südamerikameisterschaften 1926 in Montevideo gewann Vallanía vier Disziplinen. Im 110-Meter-Hürdenlauf lief er 15,6 Sekunden, er übersprang 1,85 Meter im Hochsprung, im Weitsprung gelangen ihm 6,75 Meter und zum Abschluss siegte er im Zehnkampf. Im Jahr darauf gewann er bei den Südamerikameisterschaften 1927 in Santiago de Chile Gold im Hürdenlauf und im Hochsprung, im Weitsprung erhielt er die Bronzemedaille. Bei den Olympischen Spielen 1928 schied Vallanía sowohl im 110-Meter-Hürdenlauf als auch im Hochsprung in der Qualifikation aus. 1929 in Lima gelang ihm über die Hürden sein dritter Sieg in 15,3 Sekunden, seiner schnellsten Zeit überhaupt. 1931 in Buenos Aires gewann er noch einmal Bronze im Hürdenlauf; im Hochsprung erhielt er zum fünften Mal in Folge Gold. Seine beste Höhe von 1,91 Meter sprang Vallanía 1932.